# 魯德尼亞-哈茨基夫卡
50°42′32″N 28°33′5″E / 50.70889°N 28.55139°E
魯德尼亞-哈茨基夫卡（羅馬化：Rudnia-Hatskivka）是烏克蘭北部日托米爾州日托米爾區的村莊。該村面積0.42平方公里，2001年人口42，人口密度每平方公里100人。